# Mischocyttarus decimus
Mischocyttarus decimus är en getingart som beskrevs av Richards 1978. Mischocyttarus decimus ingår i släktet Mischocyttarus och familjen getingar. Inga underarter finns listade i Catalogue of Life.